# Robert Woolston Hunt
Robert Woolston Hunt (9 de dezembro de 1838 – 11 de julho de 1923) foi um engenheiro metalúrgico estaduniense.
Recebeu a Medalha John Fritz de 1912.